# Nils Holgerssons wunderbare Reise (Film)
Nils Holgerssons wunderbare Reise ist ein deutsch-schwedischer Fernsehfilm von 2011. Der ursprünglich als Vierteiler konzipierte Film wurde am 25. und 26. Dezember 2011 in der ARD als Zweiteiler erstausgestrahlt. Ab Mitte April 2012 und am 27. und 28. Dezember 2015 bei rbb wurde der Film als Vierteiler wiederholt. Der Film basiert frei auf dem Roman Die wunderbare Reise des kleinen Nils Holgersson mit den Wildgänsen der schwedischen Schriftstellerin und Nobelpreisträgerin Selma Lagerlöf.

## Handlung

### Teil eins „Der Aufbruch“
Nils lebt auf einem Bauernhof und hat den Ruf, ein Taugenichts zu sein, da er Aufgaben nur widerwillig oder unzureichend erfüllt. Tieren gegenüber ist er nicht sehr freundlich. Den Raben Bataki beschießt er mittels einer Steinschleuder, verfehlt ihn jedoch knapp. Als eine Milchlieferung durch den Eingriff anderer Dorfjungen misslingt, darf Nils nicht mit zu einer Familienfeier fahren. Er muss zuhause bleiben und die Tiere hüten. Åsa, die Tochter des Apothekers, ist Nils’ einzige Freundin. Sie kommt ihn besuchen und die beiden gehen fischen.
Nach einem Streit mit Åsa kehrt Nils auf den Bauernhof zurück. Er bemerkt, dass der Fuchs Smirre eine Gans gerissen hat, und fährt verbotenerweise mit dem Traktor, um seine anderen Aufgaben umso besser und schneller zu erfüllen. Dabei zerstört er jedoch einen Zaun und begegnet dem Hofkobold. Nils fängt den Kobold und verlangt von ihm, die tote Gans wieder herbeizuzaubern. Darüber ärgert dieser sich so sehr, dass er Nils in einen kleinen Wichtel verzaubert. Plötzlich versteht er die Sprache der Tiere. Er hört, wie sich die Wildgänse unterhalten und die letzte verbliebene Gans namens Martin mit ihnen nach Lappland fliegen will. Bei dem Versuch, Martin aufzuhalten, wird Nils mit in die Luft gehoben, und die beiden schließen sich den Wildgänsen mit ihrer Leitgans Akka an. Der Kobold möchte Nils wieder zurückverwandeln, da er keine Menschen verzaubern darf und ihm Ärger mit der „Koboldinnung“ droht, aber Nils befindet sich schon außer Reichweite für seine Zauberkräfte. Verzweifelt spricht er mit dem Raben, der aber nicht will, dass der Junge wieder seine normale Größe erhält.
Kurz nach dem Abflug erfahren die Gänse, dass Nils ein verkleinerter Mensch ist und wollen ihn nicht mehr mitnehmen. Martin, die Hausgans wird wegen ihrer schlechten Flugfähigkeit ausgegrenzt. Kurz darauf trifft Akka mit Bataki zusammen und wettet mit ihm, dass sie es schafft, aus Nils einen „guten Jungen“ zu machen. Ergo kann Nils die Reise fortsetzen.
Während Nils und Martin mit den Gänsen fliegen, macht sich Åsa auf die Suche nach Nils. Auch der Fuchs Smirre verfolgt die Gruppe. Er trifft auf Nils und zwingt ihn, den Aufenthaltsort der Gänse zu verraten. Unmittelbar darauf fällt Nils in eine Grube, welche wohl als Fuchsfalle gedacht war. Während sich Nils mühsam aus der Falle befreit, greift Smirre die Hausgans Martin an. Ob er sie gefasst bekommt, ist zunächst unklar. Auf der Suche nach Martin entdeckt Nils zwei Landstreicher und muss sich, um nicht gesehen zu werden, in einem der Proviantbeutel verstecken und wird daher von den Landstreichern unentdeckt mitgenommen. Diese begeben sich zu einem Landgut und versuchen, von dessen Besitzer ein Essen abzubetteln. In diesem Moment legt der doch noch lebende Martin direkt neben den Landstreichern eine Bruchlandung hin. Beim Versuch, die Gans zu fangen, geraten die Landstreicher durch Einwirken vom immer noch im Beutel versteckten Nils mit dem Gutsbesitzer in Streit und im allgemeinen Chaos gelingt es Nils, auf dem Rücken von Martin zu entkommen, wobei er aber vom Gutsbesitzer gesehen und für einen Wichtel gehalten wird. Wieder bei den Wildgänsen bringt es Nils jedoch nicht über sich, seinen Verrat zuzugeben.
Unterdessen fährt Åsa mit dem Überlandbus zur Endhaltestelle. Dort wird sie von Nils und Martin von der Luft aus gesehen, und weil Martin zu ihr fliegen will und erst im letzten Moment von Nils davon abgehalten werden kann, verliert dieser seinen Schuh, welcher von Åsa gefunden wird. Währenddessen treffen sich Smirre und Bataki, und Smirre bittet den Raben, der Leitgans Akka eine Botschaft zu überbringen.
Unterdessen bekommt der Hauskobold Besuch von Formula, einem Vertreter der „Kobold-Innung“, einem totalen Paragraphenreiter, welcher ihm die Zauberkräfte entziehen will, wenn Nils nicht bis zum Ende des Sommers wieder seine normale Gestalt bekommt.
Nils lernt Verantwortung zu übernehmen und rettet einen kleinen Jungen, der mit einem leckgeschlagenen Boot auf einem großen See treibt, vor dem Ertrinken, indem er in seiner Wichtelgestalt dessen Mutter sagt, wo der Junge zu finden sei. Åsa kommt währenddessen Nils und den Gänsen immer näher. Bei einer Begegnung der Gänse mit Smirre bietet dieser an, dass er alle in Frieden lässt, wenn sie dafür Nils ausliefern. Nachdem Akka ablehnt, verrät der Fuchs, dass Nils die Gruppe in einer Notsituation verraten habe, um sich selbst zu retten.

### Teil zwei „Die Bewährung“
Nils gibt seinen Verrat der Gänse an den Fuchs Smirre zu, was bei diesen zu Überlegungen führt, Nils an Smirre auszuliefern und somit in Zukunft von diesem unbehelligt zu bleiben. Akka spricht sich dagegen aus, setzt sich durch und die Gänse fliehen mit Nils. Wegen eines heftigen Sturms werden sie gezwungen, nach Gotland zu fliegen. Dort entdeckt Martin die Gans Daunenfein, die verletzt ist. Nils kann den Flügel wieder einrenken, und Martin verliebt sich in Daunenfein. Während Åsa weiter nach Norden reist, wird Nils von den bereits bekannten Landstreichern gefangen und an einen Zirkus verkauft. Die Gänse suchen überall nach Nils, und Smirre erzählt ihnen, dass er Nils gefressen habe. Traurig fliegen die Gänse weiter nach Lappland. Zufrieden stellt Smirre fest, dass Nils nun ganz allein ist, und folgt seiner Fährte.
Im Zirkus soll Nils den Adler Gorgo ersetzen, der bisher die Attraktion war, aber seit einiger Zeit zu lustlos zum Fliegen ist. Als sich die beiden unterhalten, erzählt Gorgo, dass er vor langer Zeit von Akka aufgezogen wurde, bis sie sich gestritten hatten. Ein Zirkusmitarbeiter ermöglicht Nils und Gorgo die Flucht, und sie fliegen nach Lappland, wo sie die anderen Gänse wiedertreffen. Diese brüten bereits, und auch Martin und Daunenfein erwarten Nachwuchs. Åsa ist auch in Lappland angekommen und wohnt bei einer kleinen Gruppe Lappen. Nils entdeckt Åsa und beobachtet sie aus einiger Entfernung, traut sich aber noch nicht, sich zu erkennen zu geben. Durch kleine Zeichen gibt er Åsa aber das Gefühl, dass er da ist. Der Rabe Bataki teilt Nils mit, dass es die Möglichkeit gibt, wieder zurückverwandelt zu werden. Dazu müsse er allerdings zur Tagundnachtgleiche gemeinsam mit Martin auf den Holgersson-Hof sein. Als Nils Martin dies erzählt, zerstreuen sich all seine Hoffnungen, denn Martin will nicht zurück. Tief enttäuscht gibt sich Nils Åsa zu erkennen, die ihm sagt, dass sie ihn sehr mag. Da Nils nicht als Wichtel nach Hause möchte, muss Åsa allein zurückreisen.
Die Gänse haben ihre Jungen aufgezogen (Nils betreut einen Gänsejungen, der ihn als erstes nach dem Schlüpfen gesehen hat) und rüsten zum Rückflug. Doch Smirre holt sich noch ein Junges von Martin. Trotzdem brechen die Gänse mit Nils auf, da sie nicht warten können. Nils schwört, Smirre unschädlich zu machen. Bei einer Rast gelingt es Nils, Martin und einem Hund, den Fuchs an einer Hundehütte anzuketten. Nils lernt noch Selma Lagerlöf kennen, der er seine ganze Geschichte erzählt.
Dem Kobold auf dem Bauernhof von Nils’ Eltern geht langsam die Zeit aus, und es droht ihm der Verlust seiner Zauberkraft durch die Kobold-Innung. Kurz vor dem Ziel beschließt Martin doch noch, Nils nach Hause zu bringen und seiner neuen Familie den Hof zu zeigen. Nils’ Vater fängt Martin und will ihn schlachten. Im letzten Moment kann der Kobold den Zauber aufheben und Nils kann die Schlachtung gerade noch verhindern. Die Eltern sind glücklich darüber, dass Nils wieder zu Hause ist. Schweren Herzens verabschiedet er sich von den Gänsen und bemerkt, dass er ihre Sprache nicht mehr verstehen kann. Åsa erscheint und beide sind glücklich wieder vereint.

## Hintergrund
Der Film weist viele inhaltliche Unterschiede und Ergänzungen zur originalen Romanvorlage von Selma Lagerlöf auf, behält jedoch Nils’ Verzauberung und seinen anschließenden Aufbruch mit den Gänsen bei, samt den Gründen hierfür, und behält auch Nils’ wichtigste Abenteuer auf der Reise und deren Ausgang in ungefähr bei. Die Handlung des Films orientiert sich also nur an den wesentlichen Handlungssträngen des Romans. Auch die zahlreichen Romankapitel zur schwedischen Landeskunde, die wenig mit Nils Holgersson und den Gänsen zu tun hatten, wurden weggelassen. Zudem wurde einige moderne Handlungselemente hinzugefügt. Anders als der Roman, spielt die Verfilmung chronologisch offenbar auch nicht zur Zeit der Industrialisierung von Schweden, in der das Land mit dem Bau von mit Dampfmaschinen betriebenen Fabriken erschlossen wird, sondern Jahrzehnte später. Von seiner Ausstattung her, könnte die Handlung des Films zunächst in der Zeit der 1920er- bis 1950er-Jahre angesiedelt sein, doch auf Grund unterschiedlicher Modernisierungen finden Bezüge bis in die Gegenwart statt. Zu den Modernisierungen gehören auch das Auftauchen von Traktoren, einem Vertreter einer Kobold-Innung (KI), Busfahren und eine Nachrichtenübertragung via „Unternet“. Dabei werden die Nachrichten durch Maulwürfe übermittelt, die auch nach einer Empfangsbestätigung fragen. Auch fehlen einige Charaktere aus dem Buch, wie der Storch Ermenrich, der Kranich Trianut oder die böse Krähe Wind-Eile und seine Gattin Wind-Kora. Und vor allem ist Åsa im Film nicht mehr die schicksalsgeplagte Halbwaise, die ganz Schweden durchquert, um ihren weggegangenen Vater wiederzugewinnen – sondern die wohlbehütete Tochter aus gutem Haus, die nach dem rätselhaften Verschwinden ihres ärmeren Freundes Nils ebenfalls durchbrennt, um ihn zu suchen.
Die Autorin Selma Lagerlöf fungiert als Erzählerin, der Nils Holgersson von seiner Reise berichtet. Daraufhin bittet sie ihn, dass sie seine Geschichte für ein Buch verwenden dürfe, und bringt ihn und die Gänse mit einer Kutsche von einem Ort zum anderen.
Die Dreharbeiten fanden im Frühjahr 2011 größtenteils in Trollhättan und Lappland statt.
Im Film tauchen verschiedene Gänsearten auf, Martin ist eine Hausgans, Akka eine Kanadagans, Daunenfein eine Streifengans
und die meisten anderen Gänse sind Graugänse.
Die FSK beurteilte den Film in vier Teilen. Drei der Teile wurden ohne Alterseinschränkung, der dritte Teil ab 6 Jahren freigegeben.

## Kritiken
Die Frankfurter Allgemeine Zeitung schrieb: „So ist ein netter Film geworden, was das Zeug zum großen gehabt hätte, wenn man sich nur die eine oder andere Anbiederei an vermeintliche Rezeptionsmuster gespart hätte. Vielleicht aber erwächst daraus ein neues Interesse am Werk Selma Lagerlöfs. Und jemand nimmt sich einmal Selma Lagerlöfs herrlichem ‚Gösta Berling‘ an, der wie die Begegnung zwischen Dichterin und Wichtel am Frykensee spielt und die lokalen Mythen in den Roman einer Landschaft überführt, wie man nicht leicht einen zweiten findet. Es wäre die Mühe wert.“
Die Kritiker der Fernsehzeitschrift TVSpielfilm urteilten: „Ein bezauberndes und witziges Update für eine neue Generation Holgersson-Fans … überzeugende Darsteller, tolle Dressuren“
Bei Der Spiegel war zu lesen: „der [Ansatz] ist auch heute, im Zeitalter hektischer Psychologisierung und melodramatischer Reizüberflutung, äußerst modern: Nils Holgersson bestärkt voller erzieherischem Optimismus den Mut junger Menschen, der Natur beim Erwachsenwerden zu vertrauen. Das braucht längeren Atem, als ihn die übliche TV-Schnipselwelt zur Verfügung stellt.“
Rainer Tittelbach von Tittelbach.tv wertete: „‚Nils Holgerssons wunderbare Reise‘ ist mehr als ein Fantasy-Märchen. Der aufwendigen zweiteiligen ARD-Verfilmung liegt das Buch der schwedischen Nobelpreisträgerin Selma Lagerlöf zugrunde, eine Art Entwicklungsroman für Kinder, eine poetische Geschichte über das Abenteuer, erwachsen zu werden. Es geht um Freundschaft, um Verantwortung, um Selbsterkenntnis.“ „liebevoll erzählt, ohne überwältigungsdramaturgische Anleihen bei Filmen wie der Unendlichen Geschichte. Der Film ist in seiner Mischung aus Tieraufnahmen und Tricktechnik einzigartig für eine Fernsehproduktion.“